# SG 05 Pirmasens
Die SG 05 Pirmasens (vollständiger Name: Spielgemeinschaft 1905 Pirmasens e. V.) ist ein Sportverein aus Pirmasens. Die erste Fußballmannschaft spielt in der Kreisklasse Pirmasens/Zweibrücken. Zuvor gehörte die Mannschaft fünf Jahre der damals zweitklassigen II. Division Südwest an.

## Geschichte
Der Verein wurde im Jahre 1905 durch unzufriedene Mitglieder des Vereins FK Pirmasens gegründet. Am 19. Februar 1919 kam es zum Anschluss der SG 05 an den FK Pirmasens. Im selben Jahr spaltete sich die ehemalige SG 05 wieder als SK 1905 Pirmasens wieder ab. In den 1940er Jahren fusionierte der Verein mit dem FC Pfalz Pirmasens zur heutigen SG 05 Pirmasens.
Im Jahr 1951 gehörte die SG 05 Pirmasens zu den Gründungsmitgliedern der II. Division Südwest, der zweiten Vertragsspielerklasse unterhalb der Fußball-Oberliga Südwest, und erreichte in der Saison 1951/52 mit dem vierten Rang die beste Platzierung. Es folgten einige Jahre im Mittelfeld der Tabelle, ehe die Mannschaft 1956 als Vorletzter in die Drittklassigkeit abstieg. Im Jahre 1963 folgte der Abstieg aus der Amateurliga Südwest und 1968 der aus der 2. Amateurliga Westpfalz. 
Mitte der 1970er Jahre kehrte der Verein in höhere Ligen zurück. 1977 stieg die Mannschaft wieder in die Amateurliga Südwest auf, verpasste allerdings die Qualifikation zur neu geschaffenen Oberliga Südwest. Zur Saison 1980/81 qualifizierte sich die SG 05 für den DFB-Pokal. In der ersten Runde schied die Mannschaft nach einer 0:8-Niederlage gegen den TSV 1860 München aus.
1982 stieg die SG 05 aus der Verbandsliga Südwest ab und wurde gleich in die Kreisliga durchgereicht. Zwischen 1985 und 1992 spielte die SG noch einmal in der Bezirksliga. Seitdem agiert der Verein nur noch auf Kreisebene.